# Le Retour de l'Hirondelle d'or
Série
L'Hirondelle d'or
(1966)
Pour plus de détails, voir Fiche technique et Distribution.
Le Retour de l'Hirondelle d'or (金燕子, Jin yan zi) est un film hongkongais réalisé par Chang Cheh, sorti en 1968.

## Synopsis
L'Hirondelle d'or s'est retirée dans un lieu paisible au bord d'une cascade avec son ami Han Tao. Sa tranquillité sera vite troublée lorsqu'on l'accuse d'être à l'origine du carnage qui décime un à un les membres du gang criminel "Dragon d'Or". Or, on apprend que c'est en réalité Phénix d'argent, impitoyable guerrier qui en est responsable, souhaitant venger sa famille assassinée. Celui-ci laisse sur le lieu de chaque bataille une épingle d'or, marque de l'hirondelle d'or. Mais, c'est en fait pour mieux se rapprocher de celle qu'il a connue et aimée alors que jadis ils étudiaient ensemble les arts-martiaux.

## Fiche technique
- Titre : Le Retour de l'Hirondelle d'or
- Titre original : 金燕子 (Jin yan zi)
- Titre anglais : Golden Swallow
- Réalisation : Chang Cheh
- Scénario : Chang Cheh et Tu Yun-chih
- Chorégraphie : Tang Chia, Liu Chia Liang
- Musique : Wang Foo Ling
- Société de production : Shaw Brothers
- Pays d'origine : Hong Kong
- Format : Couleurs - 2,35:1 - Mono - 35 mm
- Genre : Wu Xia Pian
- Durée : 89 minutes
- Date de sortie : 4 avril 1968

## Distribution
- Cheng Pei-pei : Xie Ru-yan, dite "Hirondelle d'or"
- Jimmy Wang Yu : Hsiao Peng, dit "Phénix d'argent"
- Lo Lieh : Han Tao, dit "Martinet d'or"
- Chao Hsin-yen : Niang Mei, une prostituée
- Ku Feng :
- Liu Chia-liang : sous-chef du clan du Dragon d'or
- Wu Ma :
- Ching Miao : Cao Tien Lung
- Yang Chih-ching :
- Yuen Woo-ping : héros du clan du Dragon d'or
- David Chiang : employé de la maison close (figurant)